# Jamie Kennedy
James Harvey 'Jamie' Kennedy (født 25. maj 1970 i Upper Darby i Pennsylvania) er en amerikansk komiker, skuespiller og rapper. Han er den yngste af i alt seks børn, og blev student fra High School i 1988.
Efter at have studeret til at blive skuespiller, begyndte Kennedy at arbejde som stemmeimitator i Hollywood. Hans første store roll kom i 1990'erne da han begyndte at medvirke i gyserfilm. Han er bedst kendt for tv-reality-showet The Jamie Kennedy Experiment. Det stoppede i april 2004 på grund af faldende seertal.

## Udvalgt filmografi
- Scream (1996) as Randy Meeks.
- As Good as It Gets (1997)
- Scream 2 (1997) som Randy Meeks
- Enemy of the State (1998)
- Scream 3 (2000) som Randy Meeks
- Harold and Kumar go to White Castle (2004) som Creepy Guy
- Scream 4 (2004) som Randy Meeks
- Son of the Mask (2005) som Tim Avery/The Mask
- Ad Astra (2019)